# Nabu-taris
Nabu-taris (akad. Nabû-tāriṣ) – asyryjski gubernator prowincji (jej nazwa nie zachowała się) za rządów króla Sargona II (722-705 p.n.e.); z asyryjskich list i kronik eponimów wiadomo, iż w 721 r. p.n.e. sprawował on również urząd eponima (limmu).